# Mjölby Hockey
Le Mjölby Hockey est un club de hockey sur glace de Mjölby en Suède. Il évolue en Division 1, troisième échelon suédois.

## Historique
Le club a été créé en ?.

## Palmarès
- Aucun titre.